# Metuje a Dřevíč
Metuje a Dřevíč este o arie protejată (arie specială de conservare — SAC, sit de importanță comunitară — SCI) din Republica Cehă întinsă pe o suprafață de 46,22 ha, integral pe uscat.

## Localizare
Centrul sitului Metuje a Dřevíč este situat la coordonatele 50°34′34″N 16°10′13″E / 50.576111°N 16.170278°E.

## Înființare
Situl Metuje a Dřevíč a fost declarat sit de importanță comunitară în aprilie 2005 pentru a proteja 1 specie de animale. Situl a fost protejat și ca arie specială de conservare în iulie 2012.

## Biodiversitate
Situată în ecoregiunea continentală, aria protejată nu include niciun habitat protejat.
La baza desemnării sitului se află o specie protejată de  pești: cicar (Lampetra planeri).